# آنا الأنطاكية
آنا (أغنيس) الأنطاكيّة (بالمجرية:Antiókhiai Anna أو Châtillon Anna؛ 1154 - حوالي. 1184)؛ هي ملكة المجر القرينة منذ 1172 حتى وفاتها كزوجة الأولى لـ بيلا الثالث.

## السيرة الذاتية
هي ابنة رينو دي شاتيون (المعروف عند العرب بـ أرناط) وكونستانس أميرة أنطاكية، التاريخ ولادتها الدقيق غير معروف، فمن المفترض أنها ولدت بعد وقت قصير من الزواج السري بين والديها قبل مايو 1153، وكان الاعتقاد الشائع بأنها ولدت في 1154، ومن خلال المعمودية حصلت على اسم أغنيس، وفي نوفمبر 1160 تم القبض على والدها من قبل المسلمين وأصبح مسجون بـ حلب طيلة الخمسة عشر سنة القادمة، ووالدتها كونستانس توفيت بين عامي 67/1163، وفي 1170 غادرت نحو القسطنطينية عند أختها الغير شقيقة ماريا التي كانت متزوجة من الإمبراطور مانويل كومنينوس، وبناء على طلب صهرها مانويل تزوجت من كيسزار ألكسيوس (وُلد. باسم بيلا المجري)؛ الذي اتخذه وريثه قبل ولادة ابنه ألكسيوس، تاريخ زفافهما غير معروف ولكن يعتقد في 1168 وقبل 1172.
تلقت أغنيس في البلاط الإمبراطوري اسماً جديد هو آنا، وأيضا ظهرت باسمها الجديد في الوثائق المجرية، بحيث كان اسمها القديم نادراً في ذاك الوقت.
ذهب الزوجان نحو الحج في القدس وقدما تبرعاً إلى فرسان المشفى، في صيف 1172 عند وفاة إسطفان الثالث ملك المجر أصبح زوجها ملك المجر كـ بيلا الثالث، وفي 13 يناير 1173 توج الزوجان في كاتدرائية القديس إسطفان بـ سيكشفهيرفار، ويعزى إليها انتشار الأنماط الثقافية الفرنسية في المجر.

## الأطفال
أنجبت آنا (أغنيس) لـ بيلا ستة أطفال:-
- إمري ملك المجر (1174 - 30 سبتمبر/نوفمبر 1204).
- مارغريت (1175 - بعد 1223) تزوجت من إمبراطور إسحاق الثاني إنجيلوس ثم من بونيفاس الأول ملك سالونيك ثم من نيكولا دي سان أومير.
- أندراس الثاني ملك المجر (1177 - 21 سبتمبر 1235).
- سالالومون، توفي صغيراً.
- إسطفان، توفي صغيراً.
- كونستانس (حوالي. 1180 - 6 ديسمبر 1245) تزوجت من أوتوكار الأول ملك بوهيميا.[15]

## الوفاة والدفن
لم يتم تسجيل وفاتها في أي من مصادر المعاصرة، ولكن من المفترض أنها توفيت في 1184، وعلى الرغم من أنه قد توفيت قبل ذلك بقليل، دفنت في كاتدرائية القديس إسطفان بـ سيكشفهيرفار، وتم الفحص بقايا عظامها من قبل علماء الأثار في القرن التاسع عشر، وبعد تدمير الكاتدرائية في أواخر القرن التاسع عشر تم دفنها في كنيسة ماتياس بـ بودابست مع زوجها.